# Ben Perowsky
Ben Perowsky (* 12. května 1966 New York) je americký bubeník. Pocházel z hudební rodiny a po dokončení střední školy se zapsal na Berklee College of Music, kde jej vyučoval například jazzový bubeník Alan Dawson. Po ukončení školy odehrál turné se zpěvačkou Rickie Lee Jones a později hrál například s vibrafonistou Royem Ayersem. Během své kariéry vydal několik alb jako leader, ale působil převážně jako studiový hudebník. Spolupracoval s řadou dalších hudebníků, mezi které patří například John Zorn, John Medeski, Mike Stern, Dave Douglas, Bill Frisell, Uri Caine a John Scofield.

## Diskografie (výběr)
- Fast Money (Roy Ayers, 1988)
- Odds or Evens (Mike Stern, 1991)
- Standards (Mike Stern, 1992)
- Is What It Is (Mike Stern, 1994)
- Last Day on Earth (John Cale a Bob Neuwirth, 1994)
- Walking on Locusts (John Cale, 1996)
- Queen of All Ears (The Lounge Lizards, 1998)
- Magic Triangle (Dave Douglas, 1998)
- Play (Mike Stern, Bill Frisell a John Scofield, 1999)
- The Sidewalks of New York (Uri Caine, 1999)
- Leap of Faith (Dave Douglas, 2000)
- Astaroth: Book of Angels Volume 1 (Jamie Saft Trio, 2005)
- Real Life (Joan as Police Woman, 2006)
- The Stone: Issue One (John Zorn, Dave Douglas, Rob Burger, Bill Laswell, Mike Patton a Ben Perowsky, 2006)
- Bar 17 (Trey Anastasio, 2006)
- To Survive (Joan as Police Woman, 2008)
- Alhambra Love Songs (John Zorn, 2009)
- Cover (Joan as Police Woman, 2009)
- In Search of the Miraculous (John Zorn, 2010)
- The Goddess - Music for the Ancient of Days (John Zorn, 2010)
- Siren (Uri Caine Trio, 2011)
- Older Than My Old Man Now (Louden Wainwright III, 2012)
- Après (Iggy Pop, 2012)